# Егинов, Михаил Валерьевич
Михаил Валерьевич Егинов (род. 9 августа 1976) — российский легкоатлет, специалист по бегу на средние и длинные дистанции. Выступал на профессиональном уровне в 1995—2006 годах, обладатель серебряной медали Универсиады в Пекине, двукратный чемпион России в беге на 5000 метров, победитель и призёр первенств всероссийского значения, участник ряда крупных международных стартов, в том числе чемпионата Европы в Мюнхене. Представлял Москву, Ярославскую и Вологодскую области. Мастер спорта России международного класса.

## Биография
Михаил Егинов родился 9 августа 1976 года. Детство провёл в Астане, Казахская ССР, в 1985—1993 годах учился в местной средней школе № 93.
Впоследствии переехал на постоянное жительство в город Рыбинск Ярославской области, занимался лёгкой атлетикой в Спортивной школе олимпийского резерва № 2, проходил подготовку под руководством тренера О. В. Меньшаева.
Впервые заявил о себе на международном уровне в сезоне 1995 года, когда вошёл в состав российской национальной сборной и выступил на юниорском европейском первенстве в Ньиредьхазе, где в беге на 1500 метров стал пятым.
В 1997 году на молодёжном европейском первенстве в Турку занял четвёртое место в беге на 5000 метров.
В 1998 году выиграл серебряную медаль в беге на 3000 метров на зимнем чемпионате России в Москве.
В 1999 году на чемпионате России в Туле получил серебро в дисциплине 1500 метров.
В 2000 году завоевал серебряные награды на дистанции 3000 метров на зимнем чемпионате России в Волгограде и на дистанции 1500 метров на летнем чемпионате России в Туле. Принимал участие в чемпионате Европы по кроссу в Мальмё, где в гонке на 9,71 км занял 33-е место.
В 2001 году на Мемориале братьев Знаменских в Туле выиграл золотую и серебряную награды на дистанциях 5000 и 3000 метров соответственно, в 5000-метровой дисциплине показал шестой результат на Кубке Европы в Бремене, превзошёл всех соперников на чемпионате России в Туле. Будучи студентом, представлял страну на Всемирной Универсиаде в Пекине — в программе бега на 5000 метров показал результат 13:46.63 и завоевал серебряную награду. Также в этом сезоне выступил на кроссовом чемпионате Европы в Туне, где занял 54-е место.
В 2002 году в дисциплине 3000 метров стал вторым на Кубке Европы в Анси, в дисциплине 1500 метров взял бронзу на чемпионате России в Чебоксарах. Благодаря череде удачных выступлений удостоился права защищать честь страны на чемпионате Европы в Мюнхене — здесь в зачёте бега на 5000 метров с результатом 14:05.45 занял итоговое 17-е место.
На чемпионате России 2003 года в Туле вновь одержал победу на 5000-метровой дистанции.
Завершил спортивную карьеру по окончании сезона 2006 года.
За выдающиеся спортивные достижения удостоен почётного звания «Мастер спорта России международного класса».